# Cosmopterix turbidella
Cosmopterix turbidella ist ein Schmetterling (Nachtfalter) aus der Familie der Prachtfalter (Cosmopterigidae).

## Merkmale
Die Falter erreichen eine Flügelspannweite von 7 bis 8 Millimeter. Der Kopf ist fahl braun und hat an den Seiten zwei längliche, weiße Linien. Die Fühler sind braun und haben eine kurze weiße Linie, die an der Basis beginnt und als unterbrochene Linie bis zur Fühlermitte reicht. Drei weiße Abschnitte aus zwei Segmenten befinden sich bei 2/3 der Fühlerlänge, der weiße, subapikal gelegene Abschnitt besteht ebenfalls aus zwei Segmenten. Der Thorax ist fahl braun und hat eine weiße Mittellinie. Die Tegulae sind hellbraun und innen mit weißen Linien gezeichnet. Die Vorderflügel sind fahl braun und haben in der Basalregion eine aus fünf schmalen, weißen Linien bestehende Zeichnung. Die Costallinie ist sehr kurz und liegt innen neben der gelben Binde. Die Subcostallinie reicht von der Flügelbasis bis zu 1/4 der Flügellänge und ist distal scharf nach innen gekrümmt. Die Medial- und die Subdorsallinie befinden sich oberhalb und unterhalb der Analfalte. Die Subdorsallinie ist etwas weiter von der Flügelbasis entfernt. Die Dorsallinie ist an der Basis als schmale, weiße Umrandung ausgebildet. Eine hellgelbe Binde befindet sich hinter der Flügelmitte, sie verjüngt sich zum Flügelinnenrand und ist dort bräunlich durchmischt. Innen und außen angrenzend verlaufen höckrige, silbrige Binden, die einen starken, blassrosafarbenen Glanz haben. Die innere Binde reicht nicht bis zur Costalader, an der Außenseite hat sie einen schwärzlichen Fleck. Die äußere Binde ist innen an der Costalader und am Flügelinnenrand braun umrandet. Am Apex befindet sich eine kurze weiße Linie. Die Fransenschuppen sind am Apex braun und am Flügelinnenrand graubraun. Die Hinterflügel sind graubraun. Das Abdomen ist dorsal braun.
Bei den Männchen ist das rechte Brachium spatelförmig und hat eine gerundete Spitze. Es ist mehr als zweimal so lang wie das linke. Die Valven sind kurz und breit und haben einen konkaven oberen Rand. Der untere Rand und der Caudalrand sind nahezu gerade. Die Valvellae sind ungefähr so lang wie die Valven und parallelwandig. Sie sind distal gerundet und haben am Apex kurze, kräftige Borsten. Der Aedeagus ist flaschenförmig und verjüngt sich apikal stark. Der hintere Teil ist sehr lang und weitet sich distal.
Bei den Weibchen ist das hintere Ende des 7. Sternits trapezförmig, und der hintere Rand ist leicht konkav. Das 8. Segment ist etwas breiter als lang. Das Ostium ist oval und sichelförmig sklerotisiert. Das Sterigma ist rautenförmig und an der Basis ausladend. Die distalen Wände sind stärker sklerotisiert und verlängert. Der Ductus bursae ist etwas länger als das Corpus bursae und vor der Einmündung in diesen nahezu rechtwinklig gebogen. Das Corpus bursae ist stark runzlig und hat zwei gleich große, sichelförmige Signa.

### Ähnliche Arten
Cosmopterix turbidella ähnelt Cosmopterix pulchrimella, unterscheidet sich aber durch die hellbraunere Färbung der Vorderflügel, die fünf unsymmetrischen, weißen Striche in der Basalregion, den blass rosafarbenen Glanz der metallischen Binden und der kurzen, nicht unterbrochenen Apikallinie.

## Verbreitung
Cosmopterix turbidella ist auf den Kanarischen Inseln beheimatet und kommt dort auf Mauern und in Gräben vor. Bevorzugt werden schattige Plätze bis zur oberen Grenze der trockenen Zone.

## Biologie
Die Raupen minieren in den Blättern von Aufrechtem Glaskraut (Parietaria officinalis), Parietaria debilis, Parietaria arborea und Forsskaolea angustifolia. Die Mine beginnt als kurzer, gerader Fraßgang an der Blattmittelrippe und verläuft dann mehr oder weniger schräg nach außen zum Blattrand. Aus der Mine wird dann eine unregelmäßige Platzmine. Der Kot wird an der Blattunterseite am Beginn der Mine ausgeworfen. Die Raupen verpuppen sich zwischen Detritus am Boden. Die Falter fliegen von März bis Juli und sind zwischen April und Mai am häufigsten.

## Synonyme
Es ist ein Synonym bekannt:
- Cosmopteryx turbidella Rebel, 1896

## Belege
1. 1 2 3 4 5 6  J. C. Koster, S. Yu. Sinev: Momphidae, Batrachedridae, Stathmopodidae, Agonoxenidae, Cosmopterigidae, Chrysopeleiidae. In: P. Huemer, O. Karsholt, L. Lyneborg (Hrsg.): Microlepidoptera of Europe. 1. Auflage. Band 5. Apollo Books, Stenstrup 2003, ISBN 87-88757-66-8, S. 117 (englisch).
2. 1 2  Hans Rebel (1896): Dritter Beitrag zur Lepidopterenfauna der Canaren. — Annalen des k. k. naturhistorischen Hofmuseums 11: S. 102–148 + Taf. III
3. ↑  Cosmopterix turbidella bei Fauna Europaea. Abgerufen am 14. Januar 2012